# Oblates du Christ Prêtre
Ne doit pas être confondu avec Oblates de Jésus Prêtre.
Les sœurs oblates du Christ Prêtre est une congrégation religieuse féminine contemplative de droit pontifical.

## Histoire
La congrégation est fondée le 25 avril 1938, durant une retraite d'exercices spirituels prêchée par le Père José María García Lahiguera à laquelle participe María del Carmen Hidalgo de Caviedes y Gómez. C'est à la suite d'une méditation sur la sainteté du sacerdoce qu'ils s'unissent dans un même idéal : promouvoir cette cause, à travers la fondation d'un institut de vie contemplative. 
Une fois finie la guerre d'Espagne, María del Carmen, avec sa sœur Lucie et d'autres jeunes femmes, forment une petite communauté à Getafe. En 1945, elles s'installent la maison-mère de la nouvelle congrégation à Madrid. 
L'institut reçoit le décret de louange le 24 janvier 1967 et ses constitutions sont définitivement approuvées le 24 janvier 1984.

## Activités et diffusion
Le but des oblates est de prier à la sanctification des prêtres, séminaristes et aspirants au sacerdoce. 
Elles ont 5 monastères en Espagne et 1 au Pérou.
La maison-mère est à Madrid.
En 2017, la congrégation comptait 81 sœurs dans 6 maisons.